# Cochlearia megalosperma
Cochlearia megalosperma är en korsblommig växtart som först beskrevs av René Charles Maire, och fick sitt nu gällande namn av Robert M. Vogt. Cochlearia megalosperma ingår i släktet skörbjuggsörter, och familjen korsblommiga växter. Inga underarter finns listade i Catalogue of Life.